# Arnold Denker
Arnold Sheldon Denker (* 20. Februar 1914 in New York City; † 2. Januar 2005 in Fort Lauderdale) war ein US-amerikanischer Schachspieler.

## Leben
Im Jahr 1928 trat Denker dem Manhattan Chess Club bei. Während der Great Depression lebte er weitgehend davon, um kleinere Geldeinsätze Schach zu spielen und arbeitete hier mit Israel Albert Horowitz zusammen. Nach 1936 arbeitete er über Vermittlung eines Schachfreundes in einer Firma für Fleischverpackung und spielte nur noch an den Wochenenden. Im gleichen Jahr lernte er seine spätere Ehefrau, Nina Simmons, kennen. Verheiratet und zweifacher Vater stellte er im Jahr 1948 das Schachspielen ein. Später übernahm er die Fleischverpackungsfirma von seinem verstorbenen Freund und führte diese zu großem wirtschaftlichem Erfolg. Im Jahr 1971 begann er wieder damit Turnierschach zu spielen.

## Schachliche Erfolge
Er gewann die Landesmeisterschaft der USA 1944 (vor Reuben Fine) und 1946. Dreimal vertrat er sein Land bei Vergleichswettkämpfen gegen die Sowjetunion, musste sich aber jedes Mal geschlagen geben: beim Radiowettkampf USA – UdSSR 1945 gegen Michail Botwinnik, 1946 in Moskau gegen Wassili Wassiljewitsch Smyslow und 1954 in New York gegen David Bronstein.
Eine Sammlung seiner besten Partien erschien 1947 unter dem Titel If you must play chess. 1995 veröffentlichte er das Buch The Bobby Fischer I knew and other stories (ISBN 1-886040-18-4).
1981 wurde ihm vom Weltschachbund FIDE der Ehren-Großmeister-Titel verliehen. 1992 wurde Denker von der United States Chess Federation in die US Chess Hall of Fame aufgenommen.